# Revoluția din Septembrie (Portugalia)
Revoluția din septembrie a fost o lovitură de stat care a avut loc la 9 septembrie 1836 în Portugalia și a pus capăt Devorismo-ului, ducând la promulgarea Constituției din 1838. 

## Cauze
O serie de legi liberale, susținute de Mouzinho da Silveira, a intrat în vigoare în Portugalia. Acestea includeau desființarea capelelor cu un venit mai mic de 200.000 de reais pe an, abolirea impozitului pe transferul proprietății asupra bunurilor imobiliare, cu excepția vânzării sau schimbului de terenuri în legătură cu zeciuiala bisericii și cu jurisdicțiile speciale; suprimarea privilegiilor de distilare și export de vin ale Companhia de Vinhos și Alto Duero și crearea unei noi structuri judiciare, cu noi circuite judecătorești numite „distritos de relacionamento”. Aceste reforme au reprezentat modificări semnificative menite să pună în practică principiile comerțului liber și a liberalismul economic îmbrățișate de guvernul instituit în conformitate cu Carta constituțională din 1826. 

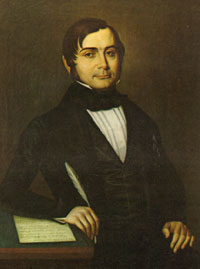
Passos Manuel, principalul lider al Revoluției din septembrie

Reformele nu au avut succesul scontat. De vânzarea proprietății naționale a beneficiat doar un grup limitat de bogați, care s-a îmbogățit și s-a adăugat proprietăților lor deja extinse. Majoritatea oamenilor a continuat să trăiască în sărăcie. Economia țării a continuat să depindă în mare măsură de Regatul Unit, mai ales în urma tratatul din 1810, care a permis accesul preferențial la piața portugheză a mărfurilor britanice. Portugalia a continuat să îi lipsească producția și a rămas în urmă în comparație cu multe alte țări europene. 
O altă cauză de nemulțumire a fost ilegitimitatea Cartei constituționale din 1826, acordată de regele Pedro al IV-lea întrucât nu fusese adoptată de o adunare constituantă. Revolta de La Granja de San Ildefonso din Spania împotriva reginei Maria Christina din august 1836 i-a încurajat și mai mult pe liberalii portughezi. 

## Revoluția
Mișcarea revoluționară a început în Oporto, unde radicalii care solicitau restaurarea Constituției din 1822 au revenit după alegerile generale din 17 iulie. Guvernul care urma să se retragă al Ducelui de Terceira a câștigat o majoritate clară (79 de locuri pentru 41 de opoziții), dar când reprezentanții opoziției din Oporto au ajuns la Lisabona la 9 septembrie, diverse broșuri și alte publicații circulau deja în capitală, răspândind idei revoluționare și atacând guvernul. În cea mai mare parte, oamenii din oraș au salutat mișcarea cu brațele deschise. În timp ce reprezentanții au debarcat, au fost întâmpinați de o mulțime uriașă, care strigau sloganuri în favoarea revoluției și pentru Constituția din 1822.   
Regina Maria a II-a și guvernul nu au avut niciun mijloc de a lupta împotriva revoluției, cu atât mai mult cu cât Garda Națională și-a declarat loialitatea față de mișcare și a renunțat la putere în favoarea liderilor săi, contele de Linhares, Sá da Bandeira și Passos Manuel.  Niciunul dintre aceștia nu au participat în mod direct la revoluția însăși, dar au ieșit în evidență drept cei mai capabili bărbați dintre cei care au apărat-o. 
Revoluția din 9 septembrie a fost una dintre puținele din istoria portugheză care a început cu o mișcare populară a societății civile care, în cele din urmă, a primit sprijin din partea armatei. 